# VANITY -BRANDNEW-
「VANITY -BRANDNEW-」(ヴァニティ ブランニュー)は、UP-BEATの2枚目のシングルである。

## 収録曲
| 全作曲: 広石武彦。 |                       |          |            |                                 |      |
| #                  | タイトル              | 作詞     | 作曲・編曲 | 編曲                            | 時間 |
| 1.                 | 「VANITY -BRANDNEW-」 | 広石武彦 | 広石武彦   | UP-BEAT・是永巧一               | 4:27 |
| 2.                 | 「Black & Red」       | 柴山俊之 | 広石武彦   | UP-BEAT・是永巧一・ホッピー神山 | 3:50 |